# Front de Mei-Yu
Le front de Mei-Yu (Chine) ou de Baiu (Japon), est une faible zone barocline presque stationnaire et persistante, d'orientation est-ouest, qui se forme dans la basse troposphère sur l'est de la Chine, passant sur Taïwan et au sud du Japon sur l'océan Pacifique. Le terme mei-yu peut être traduit comme « pluies du temps des prunes » et c'est un facteur climatique important de la région, apportant des pluies importantes et parfois d'autres phénomènes violents, lors de la saison des pluies en Asie orientale.

## Description
Le mei-yu apparait vers le milieu du printemps et peut persister, ou se reformer, jusqu'en milieu d'été sous la région avant d'un courant-jet confluent d'altitude venant du plateau tibétain. Il se trouve entre le front polaire, au nord, et la crête subtropicale au sud. Contrairement au front polaire, séparant des masses d'air ayant une très grande différence de température, le front de mei-yu montre un contraste très faible. C'est le gradient d'humidité entre l'air sec du plateau et l'air humide tropical qui est très important de part et d'autre de celui-ci, il s'agit d'un type de front de point de rosée. La nature du front change dans sa portion maritime sur le sud-est du Japon (le Baiu). Il devient alors un front plus classique et la convection cède la place à du nimbostratus.
L'étude du gradient horizontal et vertical de la température potentielle équivalente montre que ce front est actif seulement dans la basse troposphère, sous l'altitude de 500 hPa. L'humidité de ces systèmes provient de la mer de Chine méridionale et quelques fois du golfe du Bengale. Le mécanisme de soulèvement de l'air provient de l'advection d'air chaud du sud par un courant-jet de bas niveau. De la convection profonde peut être générée le long du système et elle est sera particulièrement importante sous l'entrée du courant-jet d'altitude.

## Temps associé
Le long du front, une série de complexes convectifs de méso-échelle et de systèmes convectifs de méso-échelle se forment et dérivent, donnant des pluies importantes. Ces orages peuvent aussi donner de la grêle, des vents violents ou même des tornades. Les quantités de pluie et leur fréquence semblent être particulièrement importantes durant les étés de transition entre le El Niño et La Niña. Dans sa portion Baiu, la pluie devient plus stratiforme mais la pluie reste intense.